# 大川镇 (十堰市)
大川镇，是中华人民共和国湖北省十堰市茅箭区下辖的一个乡镇级行政单位。

## 行政区划
大川镇下辖以下地区：
大川村、卡子村、段家村、唐家村、浪溪村、小川村、营子村、锅厂村、黄家村和阳坡村。